# حبشقة
حَبْشَقة أو حُبْشُوقَة أو بَنْيُول جنس من ألفية الأرجل أنواعه عديدة أعرفها وأضرها الحبشقة الرقطاء.